# Вернон Кери Млађи
Вернон А. Кери Млађи (енгл. Vernon Carey Jr., рођен 25. фебруара 2001) је амерички професионални кошаркаш за Вашингтон визардсе из Националне кошаркашке асоцијације (НБА). Играо је колеџ кошарку за Дјук Блу девилсе. Средњошколску каријеру завршио је на Универзитету НСУ као регрут са пет звездица и међу најбоље рангираним играчима у класи 2019.

## Биографија

### Колеџ
Пре почетка сезоне 2019–20, Кери је уврштен на листу 50 најбољих предсезонских награда Џон Р. Вуден, као и на листу за посматрање предсезоне награде Нејсмит, Карим Абдул-Џабар и Лут Олсон.
Дана 12. новембра, Кери је забележио свој први дабл-дабл у сезони постигавши 17 поена и 10 скокова у победи од 105–54 против Сентрал Арканзаса. Дана 15. новембра, Кери је постигао рекордних 20 поена у каријери и узео 10 скокова у победи над Џорџија Стејтом резултатом 74–63. Дана 21. новембра, Кери је постигао рекордних 31 поен и 12 скокова у победи над Калифорнијом резултатом 87–52. Следеће ноћи, Кери је забележио 20 поена и 10 скокова у победи над Џорџтауном резултатом 81–73, и проглашен је за МВП-а 2К Спортс Класик турнира.

### Професионална каријера
Керија су преузели Шарлот хорнетси са 32. пиком на НБА драфту 2020. године. 30. новембра 2020. потписао је вишегодишњи уговор са Хорнетсима. Током своје почетничке и друге сезоне, добио је вишеструке задатке у Гринзборо сворму, Шарлотином тиму у НБА Г лиги.
Дана 10. фебруара 2022. Кери је промењен у Вашингтон визардсе, заједно са Иш Смитом у замену за Монтрезла Харела. Кери се појавио у 3 утакмице за Вашингтон визардсе током сезоне 2021-2022.

## Статистика

### НБА
| Сезона   | Екипа              | ОУ | СУ | МПУ | ПШ%  | 3П%  | СБ%  | СПУ | АПУ | УПУ | БПУ | ППУ |
| -------- | ------------------ | -- | -- | --- | ---- | ---- | ---- | --- | --- | --- | --- | --- |
| 2020–21  | Шарлот хорнетси    | 19 | 4  | 6.1 | .500 | .143 | .818 | 1.4 | .1  | .1  | .3  | 2.4 |
| 2021–22  | Шарлот хорнетси    | 4  | 1  | 4.3 | .500 | –    | .667 | 1.3 | .0  | .3  | .0  | 2.0 |
| 2021–22  | Вашингтон визардси | 3  | 0  | 9.0 | .571 | –    | .400 | 2.3 | .0  | .3  | .3  | 4.0 |
| Каријера | Каријера           | 26 | 5  | 6.1 | .510 | .143 | .625 | 1.5 | .1  | .1  | .2  | 2.5 |

### Колеџ
| Сезона  | Екипа | ОУ | СУ | МПУ  | ПШ%  | 3П%  | СБ%  | СПУ | АПУ | УПУ | БПУ | ППУ  |
| ------- | ----- | -- | -- | ---- | ---- | ---- | ---- | --- | --- | --- | --- | ---- |
| 2019–20 | Duke  | 31 | 30 | 24.9 | .577 | .381 | .670 | 8.8 | 1.0 | .7  | 1.6 | 17.8 |